# Hotel Florhof

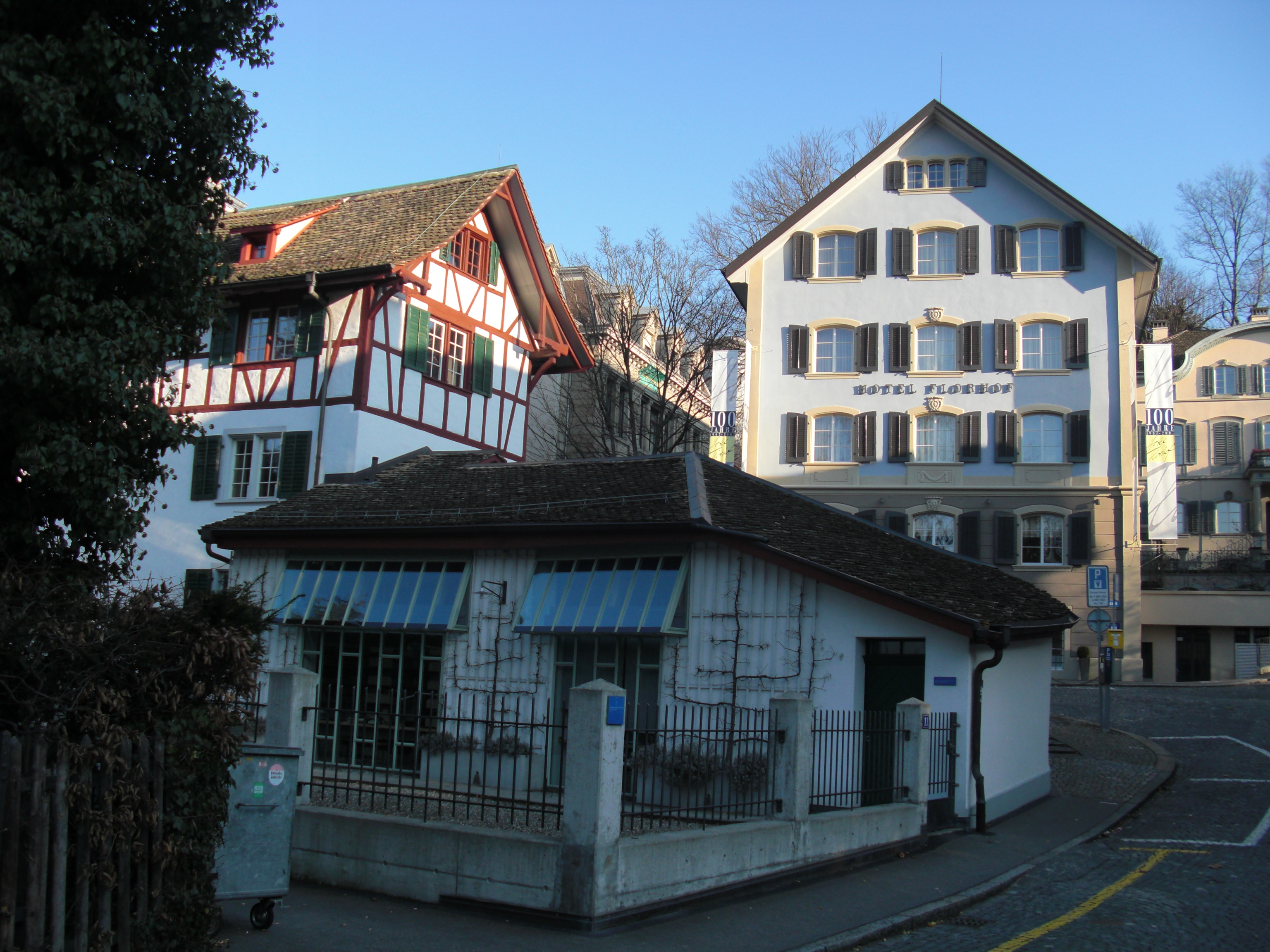
Fassadenansicht, von Südwesten aus gesehen

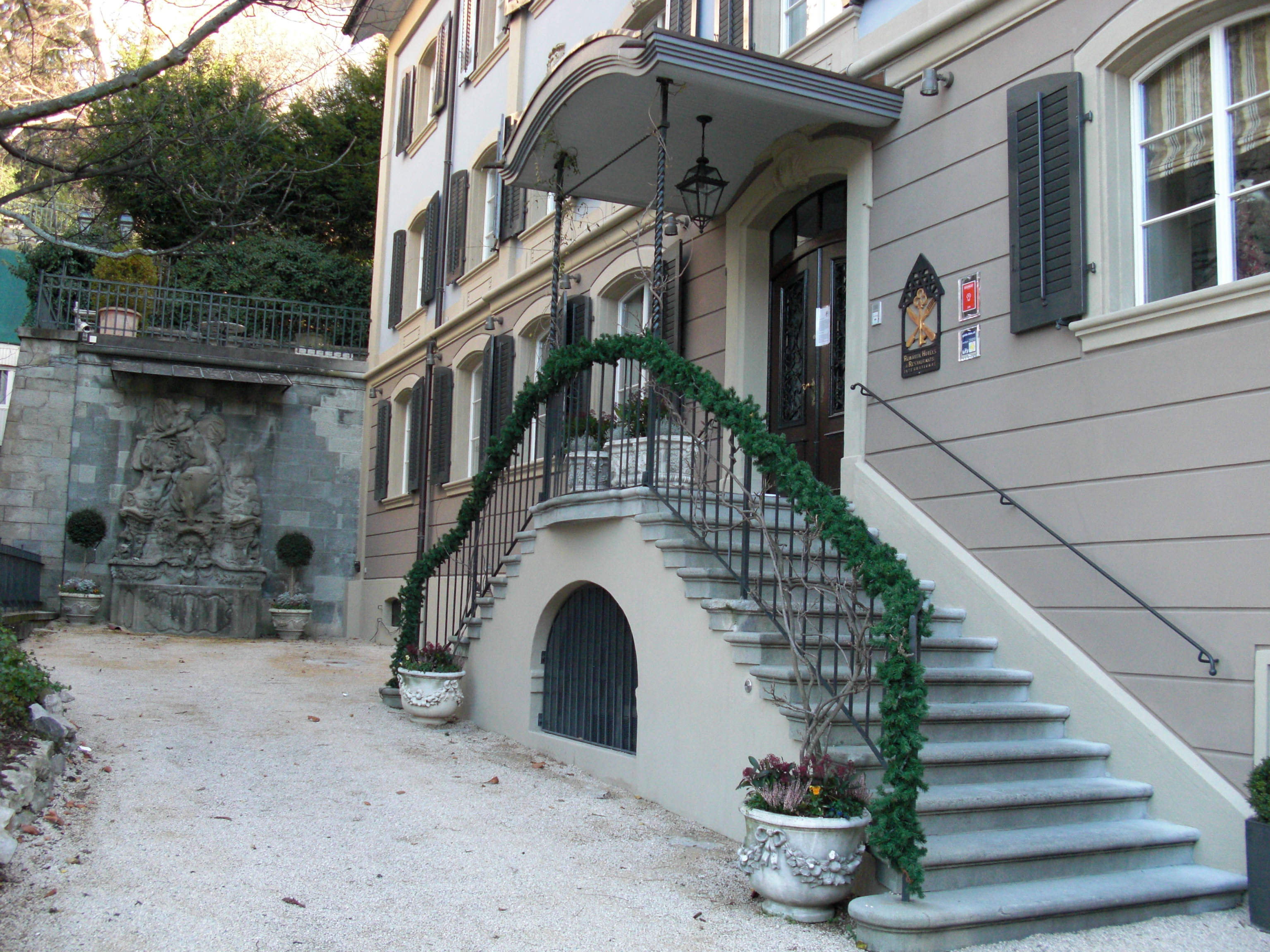
Hof des Florhofs mit dem 1770 erbauten Neptunbrunnen im Hintergrund

Das Hotel Villa Florhof ehemals Hotel Florhof ist ein Hotel im Zentrum der Stadt Zürich. Untergebracht ist es im denkmalgeschützten Gebäude Zum unteren Schönenberg. Der Name Florhof geht auf die Bezeichnung des mehrere Gebäude umfassenden Komplexes Florhof zurück, der ab dem 17. Jahrhundert als Produktionsstätte für Textilien, namentlich Flor und Musselin, diente. 

## Gebäude
Bereits im 16. Jahrhundert stand an der Stelle des Hauses Zum unteren Schönenberg ein Gebäude mit praktisch identischer Fassade, wie aus einer Stadtansicht von 1576 hervorgeht. Das heutige Gebäude wurde 1763 für die Patrizierfamilie von Hans-Felix Oeri-Lavater errichtet. Die Familie war in der Seidenfabrikation tätig und produzierte Florettseide und Flor. 1907 wurde das Haus zur Pension Florhof umgebaut. Die von Frau Michel-Amberger unterhaltene Pension befand sich in der Florhofgasse neben dem von dem Chirurgen Ferdinand Sauerbruch um 1911 gemieteten Patrizierhaus, wo er mit seiner Familie lebte und eine Privatpraxis hatte. Michel-Ambergers vier Söhne gingen alle ins Hotelfach. Das Gebäude wurde 1940/1941 sowie 1973/1974 renoviert. Seit 1974 steht es unter Denkmalschutz. Seit 2005/2006 gibt es zwei Junior-Suiten. Von Juli bis Oktober 2014 wurde das Hotel aufgefrischt. Im Jahr 2022 haben die beiden Schweizer Unternehmer Silvio Denz und Peter Spuhler das historische Gebäude erworben. Seit August 2023 wird das Gebäude in Abstimmung mit der Denkmalpflege renoviert.

## Hotel
Seit dem Umbau von 1907 ist das Haus als Hotel in Betrieb. 2025 soll es als Lalique Hotel & Restaurant wiedereröffnet werden. 2006 und 2008 wurde es vom Wirtschaftsmagazin Bilanz zum besten Hotel seiner Kategorie in der Schweiz gekürt.